# چهره به چهره (فیلم ۱۳۸۷)
چهره به چهره فیلمی ایرانی به کارگردانی و نویسندگی علی ژکان محصول سال ۱۳۸۷ است.

## خلاصه داستان
قتلی اتفاق افتاده‌است، پلیس در جستجوی رد قاتل با زوایای پیدا و پنهان زندگی مقتول ـ مهندس مهران شاهرخی ـ روبرو است. اسراری عیان می‌شود. اسراری که امروزه روش‌های زندگی را چنان متأثر کرده که گاه شناخت چهره واقعی اشخاص ناممکن به نظر می‌رسد. پلیس با سود بردن از مهارت و هوش خود، صورت‌های پنهان پشت هر چهره را یکی یکی کشف می‌کند و سعی در پیش افتادن از اتفاقات دارد، اما…

## بازیگران
- جمشید هاشم‌پور در نقش در نقش سرهنگ آریا
- علی عمرانی در نقش مهندس مهران شاهرخی
- شیوا خنیاگر در نقش مهستی
- مصطفی طاری در نقش احمد فکل
- کاوه کاویان در نقش سعید پارسا
- تورج فرامرزیان در نقش حسن آقا
- حمیدرضا فلاحی در نقش عطا سنجری
- فرانک حیدریان در نقش نگار
- آرتمیس ورزنده در نقش پریچهر سلمانی‌زاد
- شاپور کلهر در نقش علی محمد
- رضا راد در نقش مجید مکانیک
- محمد حاج‌حسینی در نقش مش نوروز
- آرزو مفتاحی در نقش
- زهرا سعیدی در نقش ایران خانم
- علی تاجمیر در نقش فیروز
- ایماژ گله‌دار در نقش مهسا
- مانی حیدری در نقش پویا
- هیلدا خسروی در نقش زهرا
- محمدعلی خیامی در نقش سهراب یکتا
- فرحناز منافی‌ظاهر در نقش عفت
- لیلا کحالی در نقش أیدا همایونی
- ندا دل‌پریش در نقش پرستار
- کامبیز خاکسار در نقش دکتر
- شیدا مرادی در نقش نیکو
- هانا ژکان در نقش منشی
- شهاب ملکی در نقش بابک
- محسن حسینی در نقش بیژن ارژنگی